# Союз (команда КВН)
«Союз» — команда КВН. Чемпион Высшей лиги сезона 2014.

## Стиль
«Союз» — поющая команда, характерной чертой которой является исполнение так называемых «карапуль» (музыкальных пародий) и просто забавных фрагментов, часто обрываемых дежурным «Так, стоп!». Пародии основаны на известных песнях, иногда включают большое количество каламбуров и шуток на политическую и социальную тему (часто находящихся на «грани фола»). Постоянные образы:
- Кирилл — конферансье, объявляющий в пародийном ключе состав команды; недовольный художественный руководитель, прерывающий выступления команды.
- Айдар — «мачо», пытающийся соблазнить Лёлю.
- Александр — образ любителя алкоголя.
- Артём — главный танцор команды.
- Виктор — автор грубых шуток и каламбуров.
- Лёля — наиболее серьёзный персонаж в команде, поющая об отношениях женщин с мужчинами.

## Состав
- Ирина Неуймина — директор команды[1]
- Айдар Гараев[2][3] — капитан[4]
- Александр Алымов[2][3]
- Елена Гущина[3]
- Кирилл Коковкин[2][3]
- Артём Муратов[2][3]
- Виктор Щетков[2][3]
- Максим Морозов — автор и звукорежиссёр[3]

## История
Команда КВН «Союз» основана в 2011 году из участников команд «Моль» (Шадринск) и «Гарвард» (Новый Уренгой). Капитан команды Айдар Гараев в 2011 году играл в составе команды «Кефир» (Нягань). Впервые команда «Союз» вышла на сцену на Сочинском фестивале 2011 года.
В 2012 году «Союз» выступал в Премьер лиге. Команда дошла до финала и стала вице-чемпионом, уступив «Сборной Физтеха». Несмотря на это, «Союз» попал в Высшую лигу по специальному приглашению, минуя фестиваль в Сочи. В том же году команда впервые отправилась на фестиваль «Голосящий КиВиН» в Юрмале и получила большой КиВиН в светлом (2-е место).
С 2013 году «Союз» выступает в Высшей Лиге. В 1/8 финала команда занимает первое место, показав в МДЗ номер «Социальная рок-опера». Однако уже в следующей игре она заняла последнее место и выбыла из сезона. На фестивале в Юрмале команда получила президентского КиВиНа (спецприз).
Наиболее удачным для команды оказался сезон 2014 года. Команда заняла второе место в 1/8 финала, показав номера «Бар Семёна» и «Война и мир за 4 минуты», но проиграв сборной города Мурманска. Но уже в следующей игре «Союз» выиграл, показав «Номер с претензией на санкции» и МДЗ «В квартире мэра одного города». В полуфинале «Союз» набрал максимальный балл, показав СТЭМ про Ивана Сусанина с Николаем Дроздовым и КОП «Выйду ночью в поле с конём, версия коня». Таким образом, команда прошла в финал, минуя Кубок мэра Москвы. В финале «Союз» занял первое место и объявил о своём уходе из Высшей лиги.
В том же году команда вновь выступила на фестивале в Юрмале и получила главный приз фестиваля — Большой КиВиН в золотом.
В 2015 году «Союз» выиграл Летний кубок КВН в Сочи (совместно со «Сборной Физтеха»). Таким образом, команда повторила рекорд томской команды «Дети лейтенанта Шмидта», которые в 1998 стали чемпионами клуба, получили Большого КиВиНа в золотом на фестивале в Юрмале, а на следующий год получили Летний кубок. Кроме того, Союз выиграл малый КиВиН в золотом на фестивале «Голосящий КиВиН» в Светлогорске.
В 2016 году команда в последний раз отправилась на «Голосящий КиВиН», завоевав малого КиВиНа в золотом, а также во второй раз получила Летний кубок во Владивостоке (совместно с командой «Детективное агентство „Лунный Свет“»). В ноябре «Союз» получил Кубок мэра Москвы, обыграв прочих чемпионов Высшей Лиги КВН 2010-х годов.
В том же 2016 году команда завершила свою карьеру и с 2017 по 2021 год вела шоу «Студия СОЮЗ» на канале ТНТ. Кроме того, с 2017 по 2018 год Айдар Гараев являлся редактором Высшей Лиги КВН вместо ушедшего Дмитрия Колчина.
В 2021 году команда в оригинальном составе, но уже под названием «Студия СОЮЗ», принимала участие в новом юмористическом командном шоу «Игра». В 2022 году принимала участие в шоу «Концерты».

## Известные номера

### 2012
- МДЗ в финале Премьер-Лиги: версия «Война и мир»[9].

### 2013
- Номер «Социальная рок-опера» в МДЗ в 1/8 Высшей лиги[10], который впоследствии стал лучшим номером 2013 по версии официального сообщества фанатов КВН[11].
- Песня «Я рисую на Феррари», пародия на песню группы «Пропаганда» — «Мелом»[12].

### 2014
- Номера «Просто вернули полуостров» и «номер с претензией на санкции» в приветствии в 1/4 Высшей Лиги[13][14].
- Капитанский конкурс в 1/4 Высшей Лиги[15].
- Песня о Дженнифер Псаки на Юрмальском фестивале[16].
- Номер «Голубая труба» в приветствии в 1/2 Высшей лиги[17].
- СТЭМ со звездой в 1/2 Высшей лиги[18].
- «Выйду ночью в поле с конём», версия коня[19].

## Достижения

### 2011
- Второй тур в Сочи[7]
- Центральная Уральская лига — чемпионы[20]
- Кубок Чемпионов Центральных лиг — участие[21]

### 2012
- гала-концерт в Сочи[22]
- Премьер-Лига — вице-чемпионы[23]
- Голосящий КиВиН — Большой КиВиН в светлом[24]
- Кубок Президента Украины — 3-е место[25]

### 2013
- Гала-концерт в Сочи[26]
- Высшая лига — 1/4[27]
- Голосящий КиВиН — Президентский КиВиН[28]

### 2014
- Второй тур в Сочи[29]
- Голосящий КиВиН — Большой КиВиН в золотом[30]
- Кубок губернатора Самарской области по КВН — победители
- Высшая лига — чемпионы[31]

### 2015
- Голосящий КиВиН — Малый КиВиН в золотом[32]
- Кубок губернатора Тюменской области — победители
- Летний кубок — чемпионы (совместно со Сборной Физтеха)

### 2016
- Голосящий КиВиН — Малый КиВиН в золотом[33]
- Летний кубок во Владивостоке — чемпионы (совместно с ДАЛС). Вторая команда после «Утомленных солнцем», (и первая, если учитывать, что в 2004 — ом году первое место «Утомлённые солнцем» разделили с командой «Уездный город») в истории КВН, дважды подряд завоевавшая Летний кубок КВН.
- Кубок мэра Москвы — победители[34]

### 2018
- Фестиваль КВН «Кубок Евразии» — победители[35]